# 莱奥什·雅纳切克
莱奥什·雅纳切克（捷克語：Leoš Janáček，捷克語發音：[ˈlɛoʃ ˈjanaːtʃɛk]，1854年7月3日—1928年8月12日），捷克作曲家、音乐理论家與民俗音樂學者。其主要的創作融入了大量摩拉維亞與斯拉夫的民俗音樂元素，並運用較為現代曲風詮釋。与安东宁·德沃夏克和贝多伊齐·斯美塔那一起，被认为是最重要的捷克作曲家。
楊納傑克常年来採集故乡摩拉維亞的民歌，观察民间的语言和自然聲響，這些研究被包含到他的作品里，所謂的“語調”（捷克語：nápěvky mluvy）影響了他的風格，而不僅僅见于其聲樂作品之中。他發展出一套語調理論（德語：Theorie der Sprechmelodie）。因此楊納傑克從他同時代歐洲音樂主流分化出，而成為二十世紀的音樂風格創新者與重要的音樂家之一。

## 生平
楊納傑克生於1854年，其故鄉為胡克瓦爾迪（位於摩拉維亞且當時為奧地利帝國一部份），是一乡村教师之子。由於家中兄弟姊妹眾多，經濟十分拮据，楊納傑克的父親希望他能承襲家中傳統擔任教師，但由於幼年於合唱團中便展現了過人的音樂天賦，於是於1865年他進了布尔诺的奥古斯丁慈善学校（現今為孟德爾博物館），在Pavel Křížkovský的指導下，楊納傑克主要學習合唱與管風琴。而一位楊納傑克的同學曾形容他為一位"出色的鋼琴家"。1866年到1869年期間他则上了德语实科中学，并在1869到1872年上斯拉夫语师范学校。1872年雅纳切克成为一名音乐教师，并且指挥了多个合唱团。
1874年到1875年他在布拉格上管风琴学校，接受František Skuherský和František Blažek的指導，原先他決定學習鋼琴與管風琴，但最後決定投身作曲。楊納傑克在布拉格的生活十分貧困，由於房間沒有鋼琴，只能在桌上放置鍵盤來練習。在1875年時，楊納傑克因在雜誌上發表對其老師Skuherský演奏葛利果彌撒的批評，因而遭到學校退學，而後因Skuherský不再計較所以復學，並在同年以頂尖的成績畢業。1876年楊納傑克返回布爾諾，並在布爾諾教師會館教授鋼琴，他的學生之一便是會館理事的女兒Zdenka Schulzová。同年他成为“艺术讨论”（捷克語：Umělecká beseda）爱乐协会的合唱指挥直至1890年，并且和安東寧·德弗札克相识。1877年他成为日后自己妻子的Zdenka Schulzová的私人钢琴教师。1879到1880年楊納傑克在萊比錫音樂院學習，在Oskar Paul和Leo Grill的指導下學習鋼琴、管風琴以及作曲，由於對老師的不滿意，在短短四個月後便離開了該校。之後在1880年短暂在维也纳同Franz Krenn学习，因為曲子及風格得不到認同，因此最終離開了維也納，回到布爾諾。1881年楊納傑克與Zdenka Schulzová結婚，同年布尔诺管风琴学校成立，楊納傑克成为其校长。1881到1888年他担任爱乐协会指挥。
1904年雅纳切克从师范学院音乐教师的职位上退休。同年《耶奴发》首演，这部歌剧后来于1916年和1918年先后在布拉格和维也纳上演，是雅纳切克的突破之作，作曲家在晚年（1916年已62岁）终于获得认可。而他的成名和布拉格作家、戏剧批评家和翻译家马克斯·布洛德的合作不无关系。
1919年雅纳切克成为布尔诺一所新建立的私立音乐学院的音乐指导，后来学校在1920年国有化，他就成为作曲大师班的教授。在他生命的最后十年，差不多诞生了他所有的名作：歌剧《Katja Kabanowa》、《狡猾的小狐狸》、《马克洛普洛斯案件》和《死屋手记》，两首四重奏，小交响曲和《格拉高利弥撒》。

## 作品節選
鋼琴作品

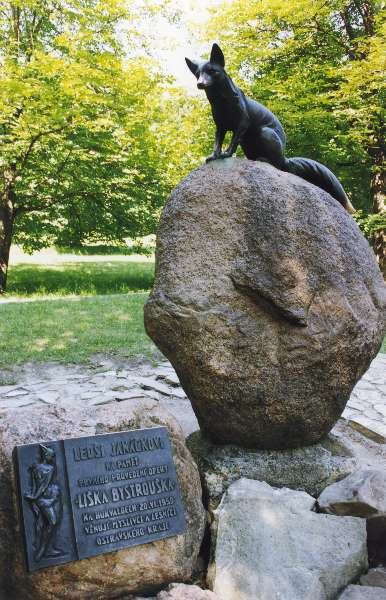
雅纳切克故乡胡克瓦尔迪的“狡猾的小狐狸”雕像

- 絲但卡變奏曲（Zdenčiny variace）（1880）
- 摩拉維亞舞曲（Národní tance na Moravě）（1891–1893）
- 鋼琴奏鳴曲於1905年十月1日 "來自街上"（Sonata 1. X. 1905 "Z ulice"）（1905）
- 在霧中（V mlhách）（1912）
- 回憶（Vzpomínka）（1928）

室内乐
- 小提琴钢琴浪漫曲（1879）
- 小提琴钢琴杜卡（1880）
- 小提琴奏鸣曲（1913-21）
- 童话（Pohádka），为大提琴和钢琴而作（1910；1923 改编）
- 大提琴和钢琴急板（约 1910）
- 弦乐四重奏第一号，根据托尔斯泰的克罗采奏鸣曲而作（1923）
- 弦乐四重奏第二号 隐秘的信（1928）
- 青春（Mládí），管乐六重奏（1924）

管絃乐作品
- 絃乐组曲（1877）
- 絃乐田园曲（1878）
- 拉赫舞曲（Lašské tance）（1889-1890）
- 哈娜舞曲（Hanácké tance）（1889-1890）
- 小夜组曲，Op. 3（1891）
- 嫉妒（Žárlivost），Její pastorkyňa的前奏曲（1894）
- 乐师之子（Šumařovo dítě），管絃乐叙事诗（1912）
- （Taras Bulba），管弦乐狂想曲（1915-18）
- 布拉尼克山叙事曲（Blaník-Ballade），交响诗（1920）
- 小交响曲（Sinfonietta）（1926）
- 交響曲《多瑙河》（Dunaj），四乐章（1923-28；未完成）

歌剧
- Šárka（1887-1888； 1925年首演於布諾）
- 小說序章（Počátek románu），單幕浪漫歌劇（1891；1894年首演）
- 《耶奴发》（1894-1903；UA 1904）， 原为：Její pastorkyňa（“养女”）
- 命运（Osud）（1903-04；UA 1958）
- Brouček先生之旅（Výlety páně Broučkovy）（1908-17；UA 1920）
- 卡佳·卡巴諾娃（Káťa Kabanová）（1919-21；UA 1921）
- 狡猾的小狐狸（Příhody lišky bystroušky）（1921-23；UA 1924）
- 馬克普洛斯檔案（Več Makropulos）（1923-25；UA 1926）
- 死屋手记（Z mrtvého domu）（1927-28年；根据陀思妥耶夫斯基同名小说改编。1930年4月12日首演於布爾諾國立劇院）

声乐
- 清唱劇 "主禱文"（Otče náš），給男高音、合唱團、管風琴與豎琴（1901）
- 聖母經（Ave Maria），給男高音、合唱團與管風琴（1904）
- 降E調彌撒，給合唱團與管風琴（1907–1908，未完成）
- 永恆的福音（Věčné evangelium），給獨唱、合唱團與管絃樂團（1914）
- 清唱劇 "格里高利弥撒"（Glagolská mše），給独唱、合唱、管弦乐队與管风琴（1926）
- 大量男声，女声和混声合唱

歌曲
- 春之歌（Jarní píseň）（1897; 1905 改編）
- 一位感懷者的日記（Zápisník zmizelého），給男高音、女中音、三位女歌手與鋼琴（1917–1919）
- 大量民歌採集與改編

## 作曲家的学生
- Břetislav Bakala，捷克指挥家，钢琴家和作曲家
- 帕维尔·哈斯，捷克作曲家，在奥斯威辛集中营身亡。
- 鲁道夫·费尔库什尼（英语：Rudolf Firkušný），美籍捷克裔钢琴家。孩提时的费尔库什尼的出现曾经在相当程度上抚慰了雅纳切克的丧子之痛，师徒二人情同父子，但在音乐学习交流过程中却几乎完全使用成人的口吻。其间故事感人至深。

## 個人生活

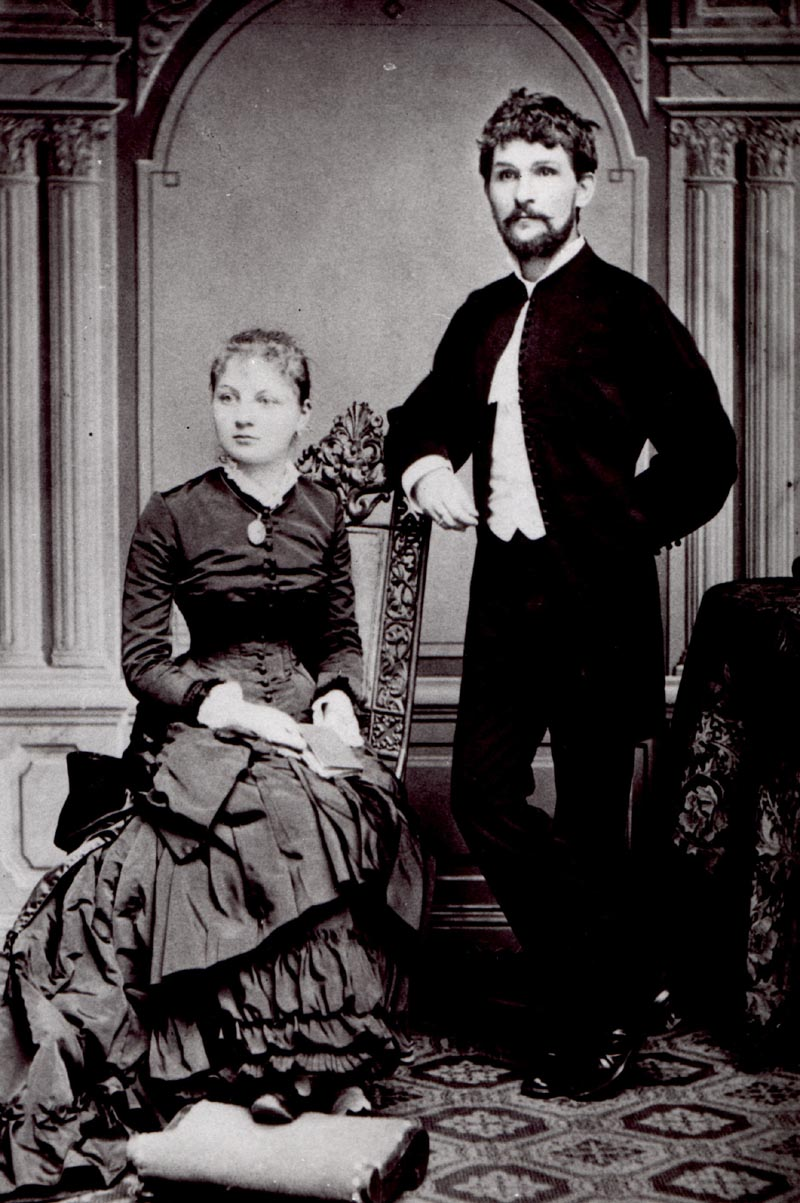
1881年的雅纳切克和妻子

1890年楊納傑克的儿子Vladimír（1888年出生）死亡，1903年女儿Olga（1882年出生）也去世了，這也促成了他最知名的一部歌劇《耶奴發》（Jenůfa，其義為養女）。而後楊納傑克的婚姻出现危机。所有这些家庭问题在他的歌剧《命运》（Osud）中得到了很好的体现。在布拉格成名後，楊納傑克與歌手Gabriela Horváthová交往，因此他的妻子企圖自殺並離婚。1917年雅纳切克在盧哈喬維采遇上了卡米拉·斯托斯洛娃，儘管兩人皆是已婚身分，有著近40歲的年齡差，作曲家依舊深深為其迷戀。两人的書信往來逾千封之多。在作曲家最後的時日中，更是幾乎每天提筆致信於她。這種柏拉图式的关系伴随雅纳切克至终，却为其夫妻关系雪上加霜。在《卡佳·卡巴諾娃》、《狡猾的小狐狸》、《馬克普洛斯檔案》等劇作中，都有關於斯托斯洛娃的形象人物。此外包括《小交響曲》、第2號弦樂四重奏等作品，均受到她的啟發。
晚年楊納傑克的感情生活，在2003年的得獎影作《尋找雅納切克》中有所著墨。

## 參看
- 古典音乐作曲家列表